# Boicottaggio dei bus di Montgomery
Il boicottaggio dei bus a Montgomery (in inglese Montgomery Bus Boycott) fu una protesta civile e politica che iniziò nel 1955 a Montgomery, capitale dell'Alabama.

## Le prime proteste
Nel 1955 all'interno degli autobus di Montgomery vi erano tre settori: un settore riservato i passeggeri bianchi (i primi 10 posti davanti), uno dedicato solo ai passeggeri afroamericani (gli ultimi 10 posti in fondo) ed un settore intermedio di 16 posti che potevano essere utilizzati da entrambi ma nei quali, nel caso non vi fossero posti accessibili ai bianchi liberi, gli eventuali passeggeri afroamericani seduti erano obbligati a cedere il posto ai bianchi rimasti in piedi.

## Rosa Parks
Il 1º dicembre 1955 Rosa Parks, una donna afrostatunitense che lavorava come sarta in un grande magazzino, venne arrestata per aver violato le leggi sulla segregazione, in quanto, dopo essersi sistemata in un posto accessibile sia ai passeggeri bianchi che a quelli afroamericani, si era fermamente rifiutata di alzarsi nel momento in cui era salito un bianco ad autobus pieno. La città reagì a questa ulteriore violenza con incendi di autobus e distruzione di alcuni negozi. Venne avvertito dell'accaduto Martin Luther King e, su proposta di L. Roy Bennett, presidente della Interdenominational Alliance, si decise di operare il boicottaggio, decretando che dal 5 dicembre 1955 tutti i cittadini afroamericani non avrebbero più dovuto utilizzare gli autobus. Nel frattempo fu emessa la sentenza che riguardava la Parks: la donna venne condannata al pagamento di una multa pari a 14 dollari (al valore attuale circa 153$).

## Boicottaggio dei mezzi pubblici
Il boicottaggio dei mezzi pubblici assunse proporzioni sempre più vaste man mano che la notizia si diffuse: la comunità afroamericana godeva del supporto dei tassisti afroamericani, che avevano adeguato le loro tariffe a quelle degli autobus. Tale aiuto era però in violazione delle leggi in vigore: all'epoca, come ricordava Clyde Sellers, era stabilita una tariffa minima per la corse dei taxi, 45 centesimi contro i 10 richiesti, e i tassisti furono dunque costretti a rispettare tale obbligo.

## Il ricorso alle auto

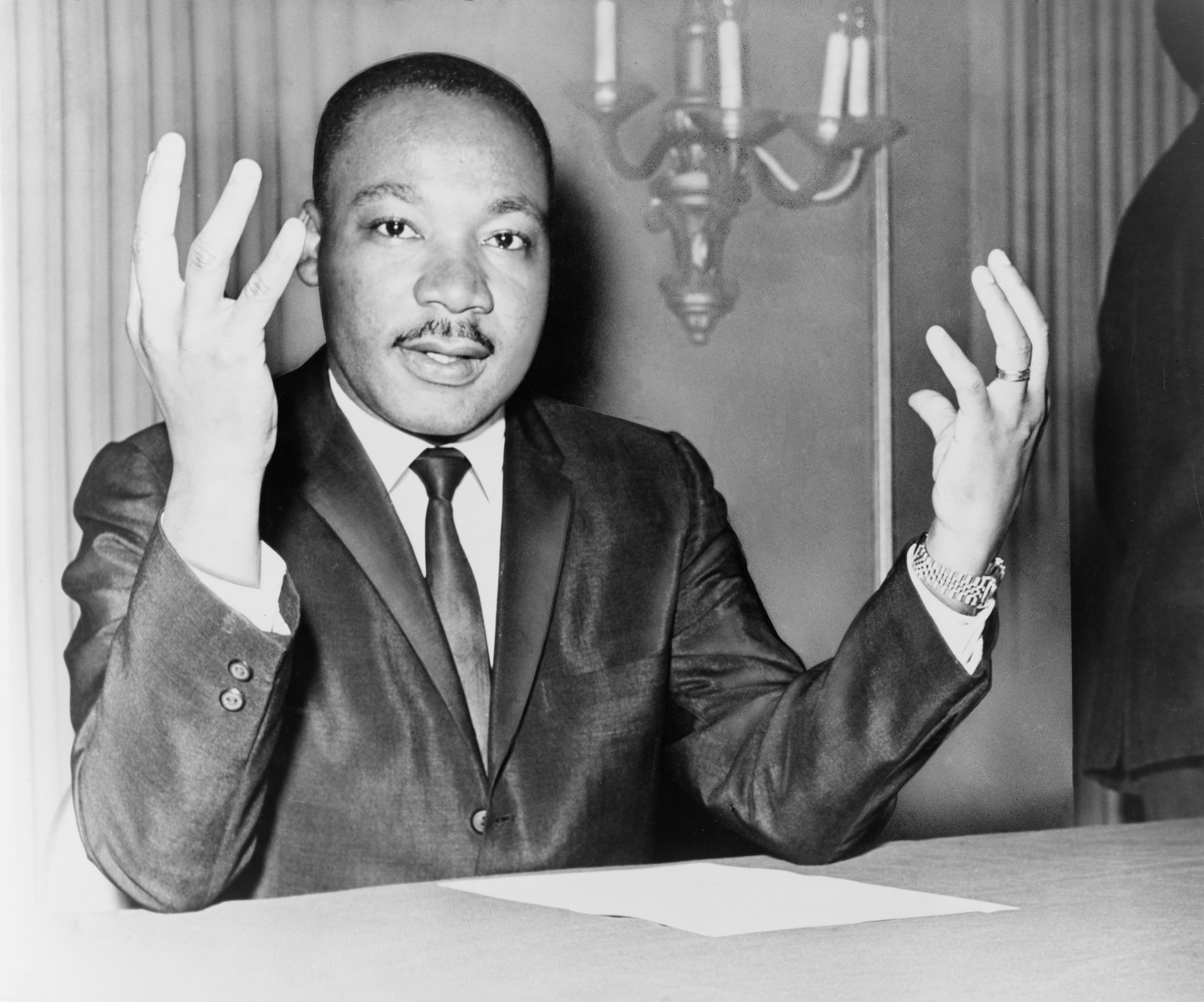
Martin Luther King durante una conferenza, nel novembre del 1964

Grazie alla consulenza e all'esperienza di Theodore Jemison, si decise quindi di ricorrere all'aiuto di autisti che dovevano trasportare le persone concentrate in luoghi denominati "di raccolta". L'adesione fu alta e vennero messe a disposizione circa trecento auto. Fra gli autisti vi erano due donne, A.W. West e la celebre Jo Ann Robinson.
La polizia teneva sotto osservazione alcuni elementi chiave del boicottaggio: il 26 gennaio 1956, quando il reverendo King diede un passaggio ad alcune persone, venne inseguito da una volante e, con la scusa di aver superato il limite di velocità, venne arrestato e incarcerato, ma alla fine venne rilasciato.

## La conclusione
Il 21 febbraio 1956 venne proclamata illegale l'azione di boicottaggio in virtù di una vecchia legge del 1921 sull'anti-boicottaggio, portando al nuovo arresto del futuro premio Nobel, condannato poi al pagamento di una multa di 500 dollari.
Il 19 giugno 1956, la Corte Distrettuale degli Stati Uniti stabilì che la segregazione forzata di passeggeri neri e bianchi sugli autobus che vigeva da tempo a Montgomery, e che era stata causa di tutte le vicende, violava la Costituzione degli Stati Uniti d'America. Tale affermazione venne poi consolidata nella decisione avvenuta successivamente il 13 novembre 1956, quando la Corte Suprema degli Stati Uniti dichiarò fuorilegge la segregazione razziale sui mezzi di trasporto pubblici in quanto incostituzionale.
Il boicottaggio terminò quindi il 21 dicembre 1956, dopo 382 giorni di durata. In quel giorno, all'arrivo del primo autobus in città, vi salirono Martin Luther King, Edgar Nixon, Ralph Abernathy e Glenn Smiley, un reverendo bianco che sedeva al fianco del futuro premio Nobel.

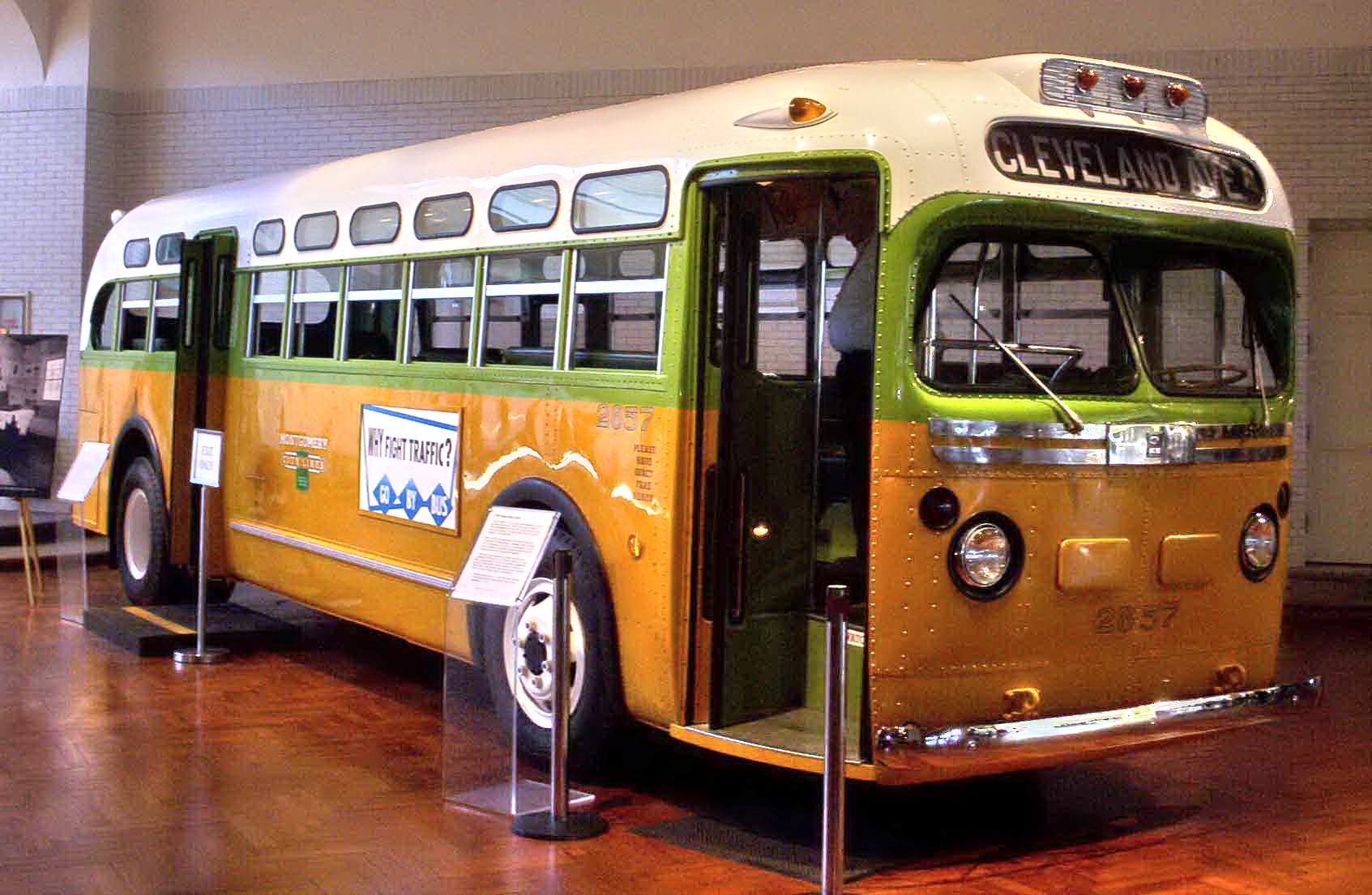
L'autobus su cui si svolse il notorio episodio.

## Curiosità
- L'autobus dove si svolse l'episodio che diede inizio alla vicenda è conservato presso l'Henry Ford Museum di Dearborn, in Michigan.
- Viene citata nell'episodio 23 della stagione 9 di The Big Bang Theory.
- Viene citata nell'episodio 3 della stagione 11 di Doctor Who.